# Ptychomitrium deltorii
Ptychomitrium deltorii là một loài rêu trong họ Ptychomitriaceae. Loài này được (Thér.) Broth. mô tả khoa học đầu tiên năm 1925.